# Le Guet des orfèvres
Le Guet des orfèvres est le quinzième livre des Annales du Disque-monde de l'écrivain anglais Terry Pratchett et traduit en français par Patrick Couton. Il fut publié en 2000.
L'œuvre originale fut publiée en 1993 sous le titre Men at arms.

## Résumé
Samuel Vimaire, capitaine du guet de nuit, est sur le point de prendre sa retraite et de se marier avec Sybil Ramkin, la femme la plus riche de tout Ankh-Morpork. Carotte Fondeurenfersson a été promu caporal. Et pour couronner le tout, le Patricien a décidé que le guet se devait de compter dans ses rangs des ressortissants des minorités ethniques de la ville.
Ainsi le guet se retrouve avec trois nouvelles recrues : 
- un nain supplémentaire (techniquement, bien que carotte mesure bien ses deux mètres, il est un nain car élevé par ces derniers), le guerrier Bourrico ;
- un troll : Détritus ;
- une louve-garou : Angua.

Un vol est commis à la guilde des assassins et des meurtres fleurissent un peu partout : des morts bizarres puisqu'il ne s'agit ni de suicides ni d'assassinats. Le guet décide d'enquêter malgré les protestations du chef de la guilde des Assassins et l'interdiction de Vétérini.
Tout ceci se déroule dans un climat houleux où les tensions communautaires entre les nains et les trolls sont fortes.

## Thèmes
Les thèmes évoqués par le roman sont le communautarisme, l'intégration et le racisme.
On y retrouve les tensions entre les nains et les trolls, deux races qui semblent être faites pour se haïr. Malgré tout, une véritable amitié arrive à naître entre Bourrico et Détritus.
Le racisme envers certaines catégories de la population : les morts-vivants (thème déjà abordé par l'autre côté dans Le Faucheur).
La vision du monde que les communautés ont, illustrée par les outils des nains ou le maquillage des fous.
La déchirure des êtres appartenant à deux mondes différents : les loups-garous et les chiens qui sont tous deux coincés à leur manière entre le monde des humains et celui des loups. (Gaspode, le chien prodige, était déjà sujet à cette déchirure dans Les Zinzins d'Olive-Oued)
L'adaptation d'individus à un environnement nouveau : les gargouilles contrairement à leurs cousins trolls sont des êtres en symbiose parfaite avec la ville.
Les armes à feu, et le sentiment de puissance qu'elles donnent à leur possesseur.

## Personnages
Les agents du guet de nuit sont bien sûr de la partie, y compris le sergent Frédéric Côlon et Chicard. Le guet de jour et son capitaine Faufuyant apparait également.
Les guildes sont aussi dans le coup :
- la guilde des assassins dirigée par le docteur Crucialle et son délégué, monsieur Sédatiphe ;
- la guilde des fous dirigée par le docteur Leblanc, ainsi que le clown Pipo ;
- la guilde des mendiants avec la reine Mariette et Ron l'infect ;
- la guilde des alchimistes dirigée par monsieur Gauledouin et son secrétaire monsieur Sendivogue ;
- la guilde des chiens du Gros Fido et son conflit avec le bavard Gaspode, le chien prodige.

Shamm Harga qui détient sans doute la gargote la plus célèbre de la ville car il équilibre soigneusement tous ses plats selon les quatre groupes alimentaires : sucre, amidon, graisse et morceaux croustillants grillés.
Planteur J.M.T.L.G. est là également à essayer de vendre de la nourriture rapide à tout prix, quitte à diversifier sa clientèle.
Léonard de Quirm, responsable malgré lui de toute cette histoire puisqu'il est le génial inventeur du terrible fousi. Arme qui donne bien du travail à la Mort.